# شیلر ۳۰۷۹
سیارک ۳۰۷۹ (به انگلیسی: 3079 Schiller، نامگذاری:2578P-L) سه هزار و هفتاد و نهمین سیارک کشف شده‌است که در ۲۴ سپتامبر ۱۹۶۰ کشف شد.
قدر مطلق سیارک برابر ۱۳٫۳۰ است.